# Fungia distorta
Fungia distorta là một loài san hô trong họ Fungiidae. Loài này được Michelin mô tả khoa học năm 1842.